# Сан-Вітеро
Сан-Вітеро (ісп. San Vitero) — муніципалітет в Іспанії, у складі автономної спільноти Кастилія-і-Леон, у провінції Самора. Населення — 650 осіб (2010).
Муніципалітет розташований на відстані близько 270 км на північний захід від Мадрида, 55 км на північний захід від Самори.
На території муніципалітету розташовані такі населені пункти: (дані про населення за 2010 рік)
- Ель-Пойо: 64 особи
- Сан-Крістобаль-де-Алісте: 53 особи
- Сан-Хуан-дель-Ребольяр: 216 осіб
- Сан-Вітеро: 301 особа
- Вільяріно-де-Себаль: 16 осіб

## Демографія
Динаміка населення (INE ):